# Дерби на Варна
Дербито на Варна е сред най-известните и оспорвани съперничества в българския футбол. То противопоставя един срещу друг двата отбора от морската столица – Черно море и Спартак.
Дербито води своето начало от 1945 г., когато клубовете Тича и Владислав се обединяват в един отбор - настоящият Черно море, както и Шипченски сокол се обединява с Левски (Варна) и Радецки (Варна) под името Спартак. Двата тима се срещат за първи път в Градското първенство на Варна на 27 май 1945 г., а за първенство на А РФГ - за първи път на 12 април 1952 г.
Преди 1945 г. най-оспорвани са мачовете между водещите отбори във Варна - Тича, Шипченски сокол и Владислав, но най-оспорвани са тези между Тича и Шипчески сокол. Пълна статистика от всички дерби мачове от този период обаче липсва.

## Статистика

### В Градско, Областно и Държавно първенство
| Мачове | Черно море | Равенства | Спартак | Голова разлика |
| ------ | ---------- | --------- | ------- | -------------- |
| 12     | 2          | 3         | 7       | 15:25          |

### В А група / ППЛ
| Мачове | Черно море | Равенства | Спартак | Голова разлика |
| ------ | ---------- | --------- | ------- | -------------- |
| 65     | 24         | 26        | 15      | 75:60          |

### В Б група[1]
| Мачове | Черно море | Равенства | Спартак | Голова разлика |
| ------ | ---------- | --------- | ------- | -------------- |
| 6      | 0          | 3         | 3       | 4:10           |

### За купите (Национална купа и КСА)
| Мачове | Черно море | Равенства | Спартак | Голова разлика |
| ------ | ---------- | --------- | ------- | -------------- |
| 14     | 6          | 2         | 6       | 19:18          |

### Общо във всички официални мачове
| Мачове | Черно море | Равенства | Спартак | Голова разлика |
| 97     | 32         | 34        | 31      | 113:113        |
| ------ | ---------- | --------- | ------- | -------------- |

## Статистика от мачовете в А група
| #  | Сезон   | Дата       | Стадион    | Публика | Среща              | Резултат | Голмайстори                                                              |
| -- | ------- | ---------- | ---------- | ------- | ------------------ | -------- | ------------------------------------------------------------------------ |
| 1  | 1952    | 12.04.1952 | Колодрум   | 8000    | Черно море–Спартак | 3:2      | Д. Йовчев (2,35,88); Д. Ненчев-дуз (25), Г. Арнаудов (30)                |
| 2  | 1952    | 20.07.1952 | Колодрум   | 8000    | Спартак–Черно море | 0:0      |                                                                          |
| 3  | 1954    | 16.05.1954 | Колодрум   | 8000    | Черно море–Спартак | 1:1      | К. Богданов (40); М. Желябов (59)                                        |
| 4  | 1954    | 10.10.1954 | Колодрум   | 8000    | Спартак–Черно море | 1:0      | Т. Тунчев-авт (77)                                                       |
| 5  | 1955    | 08.05.1955 | Колодрум   | 8000    | Черно море–Спартак | 0:0      |                                                                          |
| 6  | 1955    | 13.09.1955 | Колодрум   | 8000    | Спартак–Черно море | 1:2      | Д. Ненчев-дуз (47); Сп. Филипов-авт (21), К. Богданов (55)               |
| 7  | 1957    | 26.04.1957 | Колодрум   | 8000    | Черно море–Спартак | 0:3      | Г. Арнаудов (63), Ив. Филипов (76), Г. Калугеров (83)                    |
| 8  | 1957    | 20.10.1957 | Градски    | 15 000  | Спартак–Черно море | 0:1      | Сп. Киров (85)                                                           |
| 9  | 1958    | 16.03.1958 | Градски    | 13 000  | Спартак–Черно море | 3:1      | Т. Трайков-дуз (17), Г. Арнаудов (63, 79); Сп. Киров (20)                |
| 10 | 1958/59 | 07.09.1958 | Градски    | 15 000  | Спартак–Черно море | 0:0      |                                                                          |
| 11 | 1958/59 | 22.03.1959 | Градски    | 10 000  | Черно море–Спартак | 2:0      | Ст. Генов (31), Л. Костов (43)                                           |
| 12 | 1960/61 | 18.12.1960 | Градски    | 10 000  | Спартак–Черно море | 2:0      | Ив. Филипов (5), Хр. Николов (70)                                        |
| 13 | 1960/61 | 25.06.1961 | Ю. Гагарин | 15 000  | Черно море–Спартак | 1:2      | Н. Димитров (19); Ст. Стефанов (48, 59)                                  |
| 14 | 1961/62 | 26.11.1961 | Ю. Гагарин | 10 000  | Черно море–Спартак | 0:0      |                                                                          |
| 15 | 1961/62 | 15.07.1962 | Ю. Гагарин | 17 000  | Спартак–Черно море | 1:1      | Ив. Филипов (83); Ив. Василев (85)                                       |
| 16 | 1962/63 | 21.10.1962 | Ю. Гагарин | 20 000  | Спартак–Черно море | 2:0      | Хр. Вълчанов-дуз (25), Хр. Николов (66)                                  |
| 17 | 1962/63 | 14.05.1963 | Ю. Гагарин | 20 000  | Черно море–Спартак | 2:1      | Н. Димитров (43, 75); П. Петков-дуз (55)                                 |
| 18 | 1963/64 | 17.11.1963 | Ю. Гагарин | 10 000  | Черно море–Спартак | 2:0      | Ив. Василев (75), Г. Димитров (80)                                       |
| 19 | 1963/64 | 24.05.1964 | Ю. Гагарин | 25 000  | Спартак–Черно море | 1:1      | Хр. Николов (82); С. Николов (33)                                        |
| 20 | 1965/66 | 29.08.1965 | Ю. Гагарин | 30 000  | Черно море–Спартак | 2:1      | Ст. Янев (11), Здр. Митев (83); Бл. Николов (4)                          |
| 21 | 1965/66 | 03.04.1966 | Ю. Гагарин | 30 000  | Спартак–Черно море | 2:2      | Г. Калугеров (34), Хр. Николов (81); Т. Великов (30), Ст. Богомилов (62) |
| 22 | 1971/72 | 03.10.1971 | Ю. Гагарин | 27 000  | Черно море-Спартак | 1:1      | П. Калчев-авт (61); Ив. Колев-дуз (73)                                   |
| 23 | 1971/72 | 08.04.1972 | Ю. Гагарин | 4000    | Спартак–Черно море | 1:2      | М. Бончев (55); Здр. Митев (47), К. Тахмисян (49)                        |
| 24 | 1972/73 | 02.09.1972 | Ю. Гагарин | 10 000  | Спартак–Черно море | 1:3      | Ст. Недев (49); Здр. Митев (7), Д. Георгиев (10), Е. Недев-авт (36)      |
| 25 | 1972/73 | 11.03.1973 | Ю. Гагарин | 5000    | Черно море–Спартак | 3:1      | Здр. Митев (35, 70), Хр. Тодоров (37); Ант. Фажев (81)                   |
| 26 | 1973/74 | 12.08.1973 | Ю. Гагарин | 20 000  | Спартак–Черно море | 1:1      | Г. Минчев (51); Ст. Богомилов-дуз (56)                                   |
| 27 | 1973/74 | 24.12.1973 | Ю. Гагарин | 10 000  | Черно море–Спартак | 2:0      | Ст. Богомилов (64), Д. Георгиев (72)                                     |
| 28 | 1975/76 | 06.08.1975 | Ю. Гагарин | 30 000  | Спартак–Черно море | 1:0      | Г. Добрев (52)                                                           |
| 29 | 1975/76 | 20.03.1976 | Ю. Гагарин | 20 000  | Черно море–Спартак | 1:1      | Г. Кондов (76); Г. Добрев (42)                                           |
| 30 | 1977/78 | 13.08.1977 | Ю. Гагарин | 30 000  | Черно море–Спартак | 0:0      |                                                                          |
| 31 | 1977/78 | 04.03.1978 | Ю. Гагарин | 12 000  | Спартак–Черно море | 1:2      | К. Тахмисян (44); Д. Георгиев (17) И. Андреев                            |

## Любопитни факти[2]
- С най-много участия в А група в дербито на Варна са Тодор Марев от Черно море и Илия Кирчев от Спартак – с по 18 мача.
- С най-много участия във всички официални мачове в дербито (градско, областно, държавно първенство, А и Б група, национална купа и купа на съветската армия) са Борис Парушев – Борлето от Спартак – с 23 мача и Тодор Марев от Черно море – с 22 мача.
- №1 по голове в А група в дербито е Стефан Найденов от Спартак с 6 гола. Здравко Митев има най-много попадения за Черно море – 5 гола.
- №1 по голове във всички официални мачове в дербито на Варна е Добромир Ташков от Спартак с 12 гола. Здравко Митев и Стефан Богомилов имат най-много попадения за Черно море – по 5 гола.
- Автор на първия и единствен хеттрик в А група в дербито е Димитър Йовчев от Черно море, който носи победата на своите с 3:2 през 1952 г. Хеттрик отбелязва и Добромир Ташков от Спартак, за купата на съветската армия през 1946 г. (която по това време играе роля на национална купа), когато Спартак бие с 5:1 (другите голове вкарват Борис Парушев и Спиридон Рухов, а почетното попадение – Анастас Конаков).
- Първият футболист играл и за двата отбора в дербито е Стефан Калъчев - Муната.
- Първият играл и за двата отбора в А група е Любен Костов.
- Първият футболист с голове и за двата отбора в дербито е Кеворк Тахмисян. Валентин Станчев е вторият и последен
- Най-голямата разлика в резултата е регистрирана на 14 ноември 2008 г., когато „моряците“ разбиват „соколите“ с 5:0 на стадион „Тича“, в мач от А група.
- Най-голямата разлика в резултата за Спартак в дербито е на 31 октомври 1946 г., с 5:1, в предварителен кръг за националната купа на стадион „Колодрума“ и на 25 юли 1948 г., в четвъртфинален мач – реванш за Държавно първенство, с 4:0, отново на стадион „Колодрума“.
- Най-много поредни победи – 5 поредни победи за Спартак: 2:1 (на 15 юни 1946 г. за градско първенство), 5:1 (на 31 октомври 1946 г. за националната купа), 3:1 (на 20 април 1947 г. за градско първенство), 2:1 (на 21 юни 1947 г. за градско първенство), 3:1 (на 2 август 1947 г. за областно първенство), всичките играни на стадион Колодрума.
- Първият чужденец, участвал в дербито на Варна е украинският нападател Владимир Хмелницки - за Спартак през сезон 1991/92 г.
- Първият чужденец, в дербито на ниво А група е албанският халф Мехмед Курда. През сезон 1993/94 г. той е част от състава на Черно море. Първия чужденец за Спартак в дербито в А група е сръбският вратар Ненад Лукич през сезон 2002/03 г.
- Първият чужденец, голмайстор в дербито на Варна е украинецът Владимир Хмелницки. През сезон 1991/92 г. той бележи 2 попадения за Спартак, за победата на „соколите“ с 3:0 в Б група.
- Първият чужденец, голмайстор в дербито на Варна на ниво А група е руснакът Владимир Герасимов. На 6 април 2002 г. той се разписва за победата с 2:1 на Черно море на стадион „Спартак“. Първият чужденец с гол за Спартак в А група е нигериецът Дениран Ортега, реаризирал гол на 19 май 2007 г. при победата на „соколите“ с 2:0 на стадион „Спартак“.
- Първият чужденец играл и за двата отбора в дербито е бразилецът Даниел Моралес.
- Христо Вълчанов от Спартак е единственият вратар с гол в дербито. Той бележи от дузпа през 1962 г., когато „соколите“ печелят с 2:0.
- Най-бързите голове в историята на дербито, още в първата минута, реализират Огнян Радев и Георги Илиев, и двамата за Черно море. Огнян Радев - на 29 септември 1985 г. при победата на Черно море с 3:0, а Георги Илиев - на 15 септември 2002 г., когато Черно море побеждава с 2:1.